# Рыбасова, Мария Дмитриевна
Мария Дмитриевна Рыбасова (род. 1953) — советский и российский художник-сценограф и художник-постановщик.  Лауреат Государственной премии Российской Федерации (1992). Заслуженный художник Российской Федерации (1997). Народный художник Российской Федерации (2005).

## Биография
Родилась 23 апреля 1953 года в городе Москве.
С 1972 по 1977 годы обучалась в Школе-студии МХАТ имени В. И. Немировича-Данченко, её учителем по курсу был В. В. Шверубович.
С 1977 года М. Д. Рыбасова начала свою творческую деятельность в качестве оформителя спектаклей «Чайка» по пьесе А. П. Чехова и «Юность отцов» по повести Б. Л. Горбатова в Белорусском театре юного зрителя.
В последующем М. Д. Рыбасова работала в качестве художника-постановщика в различных театрах таких городов как — Москва, Ленинград (Санкт-Петербург), Волгоград, Рига, Казань, Шяуляй, Минск,  Астрахань, Нижний Тагил и была оформителем более  двухсот спектаклей. М. Д. Рыбасова оформляла  декорации к таким спектаклям как: «Дракон» и «Погром» в Казанском театре юного зрителя,  «Любовный напиток», «Забавы Дон Жуана», «Деньги для Марии», «Антоний и Клеопатра», «Золушка», «Игра теней», «Подземный переход», «Шутка мецената», «Комедия о принце датском» и «Кин IV» в Московском академическом театре имени Владимира Маяковского, «Учитель танцев», «Мораль пани Дульской», «Мадам Бовари», «В пространстве Теннеси У.», «Ошибки одной ночи», «Серебряный век», «Шиворот-навыворот», «Не будите мадам», «Васса», «Заповедник», «Мораль пани Дульской» и «Шум за сценой» в Театре имени Моссовета, «Мы, нижеподписавшиеся», «Волшебная лампа Аладдина» и «Трамвай  Желание» в Нижнетагильском драматическом театре имени Д. Мамина-Сибиряка, «Полёты с ангелом. Шагал» в Московском  драматическом театре имени М. Н. Ермоловой, «Сердце не камень» в Малом театре, «Королевская корова» и «Старшая сестра» в Московском театре «Et Cetera». 
М. Д. Рыбасова работала с такими режиссёрами как — М. М. Казаков, И. Н. Ясулович, П. О. Хомским, Г. Б. Волчек, Ю. И. Ерёмин, Б. И. Цейтлин, М. Я. Вайль и Б. Е. Щедрин, а также с такими иностранными режиссёрами как — Флеминг Флинт и Ричард Корли (США) и Франсуа Роше (Швейцария).
В 1992 году «За спектакль «Погром» по мотивам романа Б. Васильева «И был вечер, и было утро» в Казанском театре юного зрителя» М. Д. Рыбасова была удостоена — Государственной премии Российской Федерации в области литературы и искусства.
В 1997 году Указами Президента России М. Д. Рыбасовой было присвоено почётное звание — Заслуженный художник Российской Федерации и  в 2002 году — Народный художник Российской Федерации.
12 марта 2019 года Указом Президиума Российской академии художеств «за сценографию спектаклей «Король Лир» Уильяма Шексира в Малом театре и «Васса Железнова» Максима Горького в Театре имени Моссовета» М. Д. Рыбасова была удостоена — Серебряной медалью «Достойному» РАХ.

## Награды

### Звание
- Народный художник Российской Федерации (2005)
- Заслуженный художник Российской Федерации (1997)

### Премии
- Государственная премия Российской Федерации в области литературы и искусства 1992 года (25 декабря 1992) — за спектакль «Погром» по мотивам романа Б. Васильева «И был вечер, и было утро» в Казанском театре юного зрителя

### Другие награды
- Серебряная медаль «Достойному» РАХ (12.03.2019 — «за сценографию спектаклей «Король Лир» Уильяма Шексира в Малом театре и «Васса Железнова» Максима Горького в Театре имени Моссовета»)